# وبائيات حمى التيفوئيد

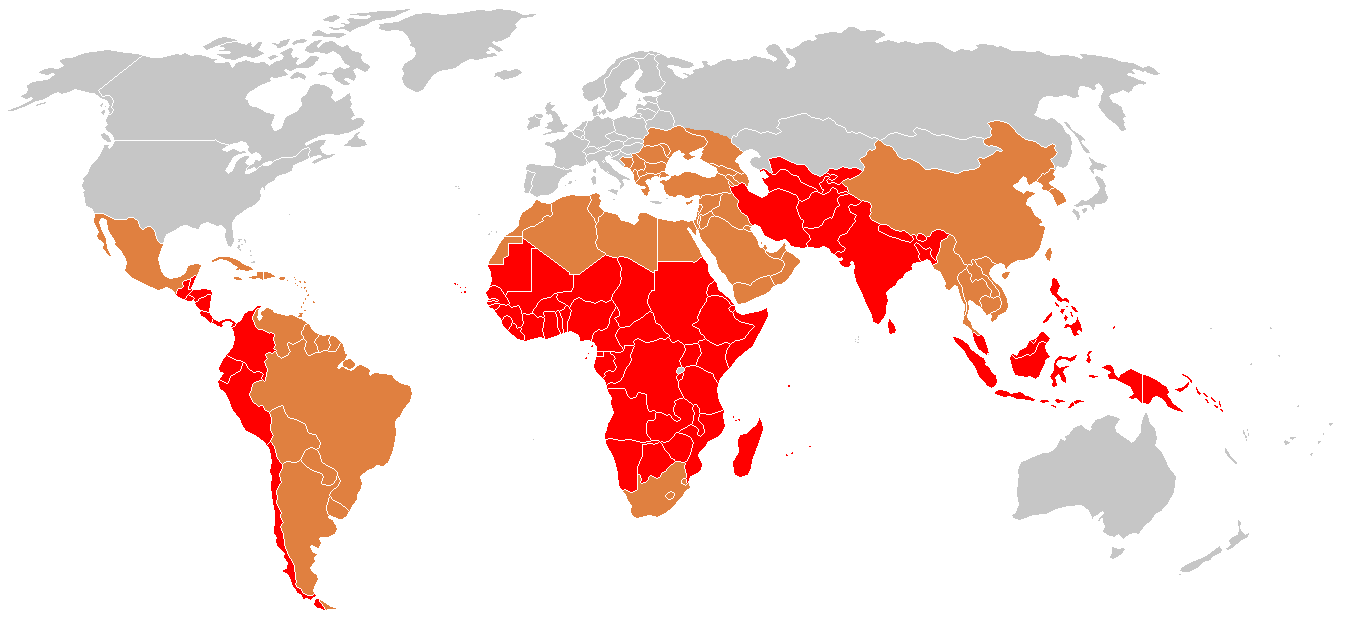
وبائيات حمي التيفوئيد
وباء شديد
وباء
حالات طفيفة

تسببت حمى التيفوئيد في عام 2000 في ما يقدر بنحو 21.7 مليون حالة إصابة و 217,000 حالة وفاة. تصيب غالبًا الأطفال والشباب الذين تتراوح أعمارهم بين 5 و19 عامًا. في عام 2013، تسببت بنحو 161,000 حالة وفاة، محققة انخفاضًا عن 181,000 حالة وفاة في عام 1990. يعاني الرضع والأطفال والمراهقون في جنوب وسط وجنوب شرق آسيا من أكبر عبء للمرض. ويُبلّغ عن تفشي حمى التيفوئيد بشكل متكرر في أفريقيا جنوب الصحراء وبلدان جنوب شرق آسيا. تستجد نحو 400 حالة كل عام في الولايات المتحدة، يُكتسب 75% منها في أثناء السفر دوليًا.
تاريخيًا، بلغ معدل الوفيات الناجمة عن حمى التيفوئيد 10-20% قبل عصر المضادات الحيوية. أما اليوم أصبح أقل من 1%، بفضل العلاج الفوري. ولكن، يُطور نحو 3-5% من الأفراد المصابين عدوى مزمنة في المرارة. لأن النوع الفرعي المعوي من السلمونيلا المعوية مقيد بشريًا، فيصبح هؤلاء الحاملين المزمنين المستودع الأساسي، والذي يمكن أن يستمر لعقود ويؤدي إلى تزايد انتشار المرض، ما يزيد من تعقيد تحديد المرض وعلاجه. في الآونة الأخيرة، وفرت دراسة النوع الفرعي المعوي من السلمونيلا المعوية المرتبط بالتفشي الكبير والنقل على مستوى الجينوم أفكارًا جديدة حول إمراض مسبب المرض.
أدت التحسينات في مياه الصرف الصحي ومعالجة الأغذية إلى تقليل عدد الحالات في الدول الصناعية. بينما تملك الدول النامية، مثل الموجودة في أجزاء من آسيا وأفريقيا، أعلى معدلات حمى التيفوئيد. إذ تفتقر هذه هذه المناطق إلى إمكانيات الوصول إلى المياه النظيفة، وأنظمة الصرف الصحي الملائمة، ومرافق الرعاية الصحية الملائمة. بالنسبة لهذه المناطق، من غير الممكن الوصول إلى احتياجات الصحة العامة الأساسية في المستقبل القريب.

## القرن العشرين
في عام 1902، أصيب ضيوف مأدبة عمدة في ساوثهامبتون ووينشستر بإنجلترا بالمرض وتوفي أربعة منهم، بمن فيهم عيد وينشستر، بعد تناول المحار. نتجت العدوى عن المحار المجلوب من إمسوورث، حيث تلوثت أحواض المحار بمياه الصرف الصحي غير المعالجة.
كانت ماري مالون، المعروفة أيضًا باسم ماري تيفوئيد، أشهر حاملة لحمى التيفوئيد، ولكنها ليست الأكثر فتكًا على الإطلاق. في عام 1907، أصبحت أول حاملة لحمى التيفوئيد في الولايات المتحدة يتم التعرف عليها وتعقبها. كانت طاهية في نيويورك، وارتبطت ارتباطًا وثيقًا بـ53 حالة إصابة وثلاث وفيات. طلبت سلطات الصحة العامة من ماري التوقف عن العمل كطاهية أو استئصال المرارة، إذ كانت مصابة بعدوى مزمنة جعلتها حاملة نشطة للمرض. تركت ماري وظيفتها، لكنها عادت لاحقًا باسم مستعار. احتُجزت ووضعت في الحجر الصحي بعد تفشي التيفوئيد مرة أخرى. ماتت بسبب التهاب رئوي بعد 26 عامًا في الحجر الصحي.
حدث تفشّي ملحوظ في أبردين في إسكتلندا، في عام 1964، إذ بسبب اللحوم المعلبة الملوثة التي بيعت في فرع المدينة من سلسلة متاجر ويليام لو. ولم ينتج عن التفشي أي حالات وفاة.

## القرن الواحد والعشرين
في الفترة 2004-2005، أدى تفشي المرض في جمهورية الكونغو الديمقراطية إلى أكثر من 42,000 حالة إصابة و 214 حالة وفاة. منذ نوفمبر 2016، انتشرت في باكستان حمى التيفوئيد المقاومة للأدوية على نطاق واسع (إكس دي آر).